# Central Abaco
Pour les articles homonymes, voir Abaco.
Central Abaco est l'un des 32 districts des Bahamas. Il est situé sur les îles Abacos et porte le numéro 6 sur la carte.

## Sources
- Statoids.com